# Kula (općina)
Općina Kula je jedna od općina u Republici Srbiji. Nalazi se u AP Vojvodini i spada u Zapadno-bački okrug. Po podatcima iz 2004. godine općina zauzima površinu od 481 km² (od čega na poljoprivrednu površinu otpada 45.404 ha, a na šumsku 279 ha). 
Centar općine je grad Kula. Općina Kula sastoji se od 7 naselja. Po podatcima iz 2002. godine u općini je živjelo 48.353 stanovnika, a prirodni priraštaj iznosio je -4,5 %. Po podatcima iz 2004. godine broj zaposlenih u općini iznosi 10.592 ljudi. U općini se nalazi 8 osnovnih i 4 srednjih škola.

## Naseljena mjesta
- Kula
- Kruščić
- Lipar
- Nova Crvenka
- Ruski Krstur
- Sivac
- Crvenka

## Stanovništvo
Nacionalni sastav općine Kula:
- Srbi (52,01%)
- Crnogorci (16,4%)
- Rusini (11,16%)
- Mađari (8,44%)
- Ukrajinci (3%)
- Hrvati (1,66%)
- Jugoslaveni (1,53%)

Naselja s većinskim srpskim stanovništvom su Lipar, Nova Crvenka, Sivac i Crvenka. Kula ima relativnu srpsku većinu, Kruščić relativnu crnogorsku. Ruski Krstur ima rusinsku većinu.